# (7276) Maymie
(7276) Maymie (1983 RE) – planetoida z pasa głównego asteroid okrążająca Słońce w ciągu 3,25 lat w średniej odległości 2,19 j.a. Odkryta 4 września 1983 roku.